# Rondavelle

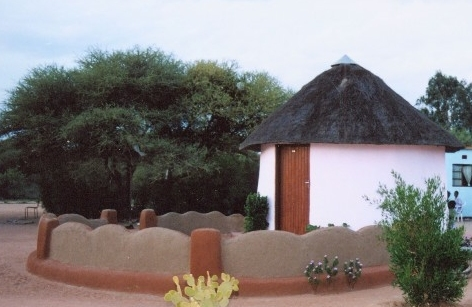
Une rondavelle au Botswana.

Une rondavelle est une petite construction circulaire sans périptère typique de l'Afrique australe. Sorte de case, elle sert généralement de maison individuelle pour une seule personne ou un couple. Toutefois, dans certaines régions comme l'île de La Réunion (un département d'outre-mer français situé dans le sud-ouest de l'océan Indien) on ne la rencontre que dans les espaces publics. En effet, la rondavelle abrite un commerce de détail ou sert de kiosque fermé pour le pique-nique.

## Au Botswana
D'aspect rustique, la rondavelle est une hutte ronde faite d'argile et coiffée  de chaume. Le sol est en terre battue. Le chaume repose sur un treillis grossier. Le chaume protège des fortes chaleurs.

## À La Réunion

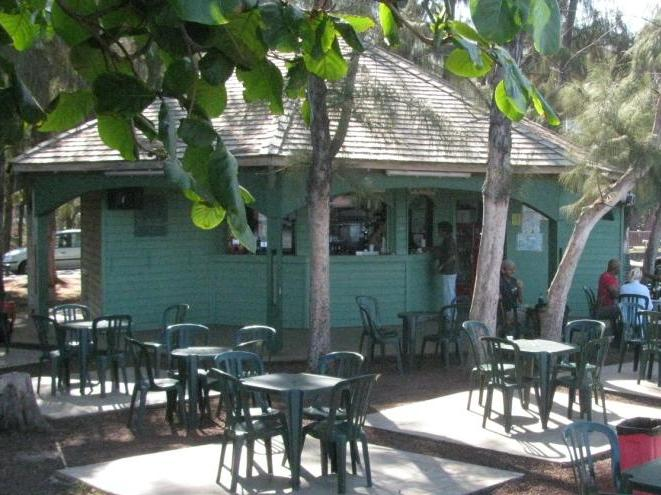
Rondavelle sous les filaos.

La rondavelle est un petit kiosque fermé et circulaire situé face à l’océan ou dans les Hauts de l’île. Son toit est généralement pointu et recouvert de bardeaux. Les bardeaux sont des petites planchettes utilisées (en particulier à La Réunion) comme revêtement, soit pour les toitures, soit pour les façades des cases créoles.
La rondavelle est donc un élément spécifique et caractéristique du décor urbain et de l’espace public réunionnais. Cette « spécificité architecturale locale » se décline sous deux formes différentes : les rondavelles liées au commerce de restauration et celles qui servent au pique-nique.

### Commerce de restauration
Ce sont principalement des « snack-bar ». Les gérants y proposent parfois du carry, du rougail mais essentiellement de la restauration rapide comme : des bouchons, des bonbons piment, des samoussas, des sandwiches locaux comme les bouchons gratinés ou  les poulet achards ainsi que différentes boissons. Le service se fait toujours au comptoir, la consommation debout ou assis en terrasse. Certaines rondavelles organisent des concerts le soir pour animer les lieux. Les orchestres locaux ou métropolitains s'y produisent pour le plus grand plaisir des spectateurs. Les mairies sont généralement propriétaires des rondavelles. Elles signent des baux avec des gérants pour une durée déterminée (souvent 3 années).
Depuis quelques années, on voit fleurir des rondavelles un peu partout, en particulier le long des plages de l’ouest et du sud de l’île. En effet, de nombreuses mairies dont celles de Saint-Leu, Saint- Paul et Saint-Pierre ont décidé de mettre en valeur et d’aménager leur front de mer en y installant des rondavelles. Celles-ci viennent remplacer les camions bars du front de mer qui nuisent au paysage marin.

### Rondavelles de pique-nique

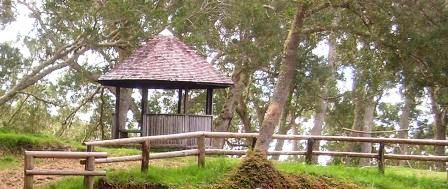
Rondavelle de pique-nique dans les Hauts

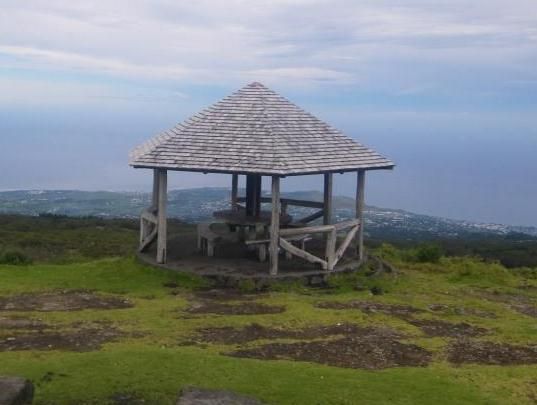

Elles sont construites près des sites touristiques ou dans les Hauts de la Réunion  (Parc National des Hauts de la Réunion). Elles sont prises d’assaut le weekend par les familles créoles qui recherchent la fraîcheur des hauts. Jouxtant les rondavelles, on trouve fréquemment des barbecues en moellon qui permettent de réchauffer le carri. Certaines familles s'installent et réservent leur rondavelle dès le samedi matin, ne la quittant que le dimanche soir. À cette occasion, ils entourent la rondavelle de bâches qui les protègent du vent et de la pluie, transformant ainsi la rondavelle en véritable dortoir.